# Richmond (Vermont)
Richmond è una città degli Stati Uniti d'America, nella contea di Chittenden, nello Stato del Vermont. La popolazione era di 4.081 abitanti nel censimento del 2010.